# Cyanopterus extricator
Cyanopterus extricator är en stekelart som först beskrevs av Christian Gottfried Daniel Nees von Esenbeck 1834.  Cyanopterus extricator ingår i släktet Cyanopterus och familjen bracksteklar. Arten är reproducerande i Sverige.

## Underarter
Arten delas in i följande underarter:
- C. e. neesi
- C. e. schmiedeknechti
- C. e. marshalli